# San Andres (Catanduanes)
Pour les articles homonymes, voir San Andres.
San Andres est une municipalité de la province de Catanduanes, aux Philippines.

## Géographie
San Andres est une municipalité philippine de la province insulaire de Catanduanes . Elle a une population de 38480 (recensement 2020) vivant dans 38 barangays,.
La communauté est décrite comme partiellement urbaine et est une communauté de la troisième classe de revenu aux Philippines. San Andres est situé à environ 351 km au sud-est de la capitale des Philippines , Manille , et à 14 km à l'ouest de la capitale provinciale , Virac .
San Andres est la municipalité la plus à l'ouest de l'île et a une topographie vallonnée à montagneuse dans laquelle se trouve la zone de protection de la nature et de l'eau Catanduanes Watershed Forest Reserve avec ses vastes peuplements de forêt tropicale. L'altitude la plus élevée est le mont Tamboo à 704 mètres.

## Climat
Le climat de l'île de Catanduanes est classé de type II, sans saison sèche ou pluvieuse distincte, les précipitations les plus fortes se produisent d'octobre à décembre. La municipalité se situe dans la ceinture de Typhon aux Philippines.